# Шашова (Тюменская область)
Шашова — деревня в Упоровском районе Тюменской области России. Входит в состав Чернаковского сельского поселения.

## География
Деревня находится на юго-западе Тюменской области, в пределах юго-западной части Западно-Сибирской низменности, в лесостепной зоне, на правом берегу реки Тобол, на расстоянии примерно 11 километров (по прямой) к северо-востоку от села Упорова, административного центра района.

### Климат
Климат континентальный с холодной продолжительной зимой и тёплым относительно коротким летом. Средняя температура воздуха самого холодного месяца (января) — −18,7 °C (абсолютный минимум — −47,3 °C); самого тёплого месяца (июля) — 18 °C (абсолютный максимум — 38,4 °С). Безморозный период длится в среднем 111 дней. Среднегодовое количество атмосферных осадков составляет 181—469 мм, из которых 70 % выпадает в тёплый период. Продолжительность залегания снежного покрова составляет в среднем 164 дня.

### Часовой пояс
Деревня Шашова, как и вся Тюменская область, находится в часовой зоне МСК+2. Смещение применяемого времени относительно UTC составляет +5:00.

## Население
| 2017 | 2021 | 2024 |
| ---- | ---- | ---- |
| 149  | ↗164 | ↘158 |

## Инфраструктура
В деревне 3 улицы: Центральная, Восточная и Речная 